# Pod rozkvetlými sakurami
Pod rozkvetlými sakurami (ve slovenském originále Pod rozkvitnutými sakurami) je opera – autor ji označuje jako „hudebně-dramatická báseň“ o jednom dějství slovenského skladatele Vladimíra Godára na libreto, které Godár napsal spolu s Jozefem Slovákem podle slavné povídky japonského spisovatele Anga Sakagučiho: Pod rozkvetlými sakurami v lese sakur z roku 1946. Poprvé byla uvedena 23. května 2008 ve Státní opeře Banská Bystrica.

## Vznik a charakteristika opery
Státní opera v Banské Bystrici od 90. let 20. století udržovala úzké kulturní styky s Japonskem, zejména tam pořádala operní turné. Jedním z hlavních iniciátorů těchto styků byl japonský příznivce slovenské kultury Hasagawa Nadajuki, který stál též za objednávkou nové opery na japonské téma. Její námět byl vzat z japonské literatury. Hudbu měl složit Vladimír Godár, jenž byl širší veřejnosti znám jako úspěšný skladatel filmové hudby, současně však byl autorem řady filosofických a meditativních orchestrálních i vokálních prací.
Od prvotních zpráv do premiéry díla uplynulo osm let. Libreto měl původně zpracovat spisovatel a textař Ján Štrasser a režii měl mít filmový režisér Martin Šulík (s ním Godár pracoval například na filmu Zahrada). Nakonec je však libreto dílem spisovatele a skladatele Jozefa Slováka spolu s Vladimírem Godárem a režii měla nakonec Maja Hriešik. Výsledná forma Pod rozkvetlými sakurami není přímo operní: vokální složka se omezuje na několikrát opakovaný sbor Sakury temné a po dvou zpěvech pro oba hlavní hrdiny, Zbojníka a Ženu. Významnou úlohu – zejména k vyjádření děje – přitom hrají tančené pasáže a hlavní úlohy jsou zdvojené: ztělesňuje je vždy pár zpěváka (zpěvačky) a tanečníka (tanečnice). Godár v poznámkách k premiéře vysvětloval důvody svého odporu k opeře – jedním z nich byla směšnost slovenštiny jako operního jazyka – a jako žánrové označení zvolil raději „hudebně-dramatická báseň“.
Podle materiálů Státní opery Banská Bystrica „[j]de o dílo inspirované tradičním japonským námětem, přičemž děj příběhu pojednává o univerzálních hodnotách, o pravdě, dobru, lásce, přátelství, věrolomnosti a zradě. Dramatický a strhující zápas o místo na Zemi se odehrává v netradičním a exotickém prostředí starého Japonska a nabízí divákům možnost nahlédnout do mentality diametrálně odlišné kultury.“
Sakagučiho námět ani libreto a scénář opery nejsou soustředěny na děj, důležitá je jeho filosofická rovina: je to příběh o pomíjivosti života, jejímž symbolem jsou rychle uvadající květy sakury. To vyjadřuje i Godárova hudba pomocí minimalistické práce s motivy, důrazem na lyrické partie s dominancí smyčcových nástrojů a meditativní chvíle (hudební vědkyně Michaela Mojžišová je označuje za „ezoterické“). Hudba je formována do samostatných čísel, což podle Mojžišové vede k dramaturgické roztříštěnosti; vedle povedených čísel opera Pod rozkvetlými sakurami obsahuje i méně zdařilá, například příliš prostou strofickou píseň Zbojníka, o níž Mojžišová míní, že „svou insitností připomíná příspěvky do první kategorie soutěže Mikuláše Schneidra-Trnavského“, a Márii Glockové v časopise Hudobný život připomínala „horší časy Bratislavské lyry“.
Kritický ohlas Godárovy opery nebyl příznivý. Podle Mojžišové se autorovi opera „vzpříčila“ a „ani nově vygenerovaný tvar ,hudebně-jevištní báseň’ nepřesvědčil“. Její recenze pro deník SME nesla titul Nová slovenská opera se tentokrát nekonala. Též podle Glockové se jednalo o promarněnou historickou příležitost. „Scénicky rozporcovaná hudba Sakur sice nezapřela godárovskou ruku s ambicí symbolické miniaturizace, avšak svou „hudbu“ jakoby jen oprášil, aktualizoval a šikovně komerčně doaranžoval.“ Glocková, jež svou recenzi nazvala Bezradné hledání v bezradném opusu, litovala: „Ještě nikdy jsem neodcházela z premiéry s pocitem totální prázdnoty. […] Někde se stala chyba.“
Počet repríz této opery byl omezený. Původní záměry počítaly s jejím uvedením rovněž v Japonsku v rámci pravidelného zájezdu banskobystrické opery (plánovalo se osm představení), ale k tomu nedošlo.

## Osoby a první obsazení

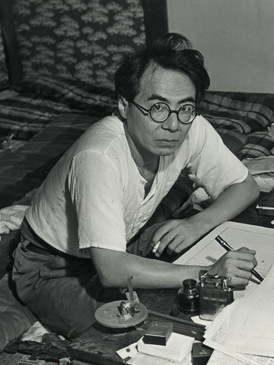
Ango Sakaguči, fotografie z r. 1946

| osoba                                 | hlasový obor  | premiéra (23. května 2008) |
| ------------------------------------- | ------------- | -------------------------- |
| Zbojník                               | baryton       | Zoltán Vongrey             |
| Zbojník                               | tančená role  | Michal Majer               |
| Žena                                  | soprán        | Gabriela Chlpeková         |
| Žena                                  | tančená role  | Miroslava Peterská         |
| Muž                                   | tančená role  | Ján Jamrich                |
| Kulhavá žena                          | tančená role  | Vladimíra Valentová        |
| Sedm žen, lidé z města (tančené role) |               |                            |
| Dirigent:                             | Dirigent:     | Marián Vach                |
| Režie:                                | Režie:        | Maja Hriešik               |
| Choreografie:                         | Choreografie: | Stanislava Vlčeková        |
| Scéna:                                | Scéna:        | Jerguš Michal Opršal       |
| Kostýmy:                              | Kostýmy:      | Ján Kocman                 |

## Děj opery
V horách žije zbojník. Nebojí se ničeho – přepadává kpce a několik z nich již zabil a jejich ženy si odvedl – jen pod rozkvetlými sakurami cítí nevysvětlitelnou úzkost. Jednoho dne potká muže a velmi krásnou ženu, jak cestují přes hory. Zbojník muže zabije a ženu si odnese na zádech do svého domova. Kráska nalezne jeho ostatních sedm žen a donutí zbojníka, aby všechny zabil, až na jednu chromou, kterou si ponechá jako služku.
Ale to ženě nestačí. Nudí se v horské chatrči a donutí zbojníka vrátit se s ní do Kjóta. Tam jí musí zbojník přinášet ukradené šperky a kimona, ale i to ženu omrzí; zbojník musí začít zabíjet lidi a přinášet jí jejich hlavy na hraní. Jenže to se zbojníkovi zprotiví. Od setkání se ženou uplynul rok, nastalo opět jaro a zbojník touží po svých horách. Nakonec ženu donutí, aby se s ním vrátila, a nese ji znovu na zádech.
Když prochází pod rozkvetlými sakurami, vidí, jak se žena proměnila ve starou příšeru. Snaží se ji setřást, ale to nejde; nakonec se ji musí zardousit. Když ji složí mrtvou na zem, vrátí se ženě její podoba. Okvětní lístky sakur začnou padat a zakrývat mrtvol a zbojník cítí ohromné ulehčení, protože dvě věci, kterých se nejvíce bál – jeho žena a květy sakur nad hlavou – zmizí. Nakonec se vytratí i on sám.

## Instrumentace
Dvě flétny, dva hoboje, dva klarinety, dva fagoty; čtyři lesní rohy, tři trubky, tři pozouny, tuba; tympány, marimba, zvonkohra, xylofon, činely, bicí souprava; harfa, celesta, klavír; smyčcové nástroje (housle, violy, violoncella, kontrabasy).